# A Chicago musical magyarországi bemutatói
A Chicago című musical magyarországi ősbemutatóját 1980. december 19-én, a Budapesti Operettszínházban tartották. A főszerepeket Galambos Erzsi, Harsányi Frigyes (stb.) játszották. A fordítást G. Dénes György készítette, a zenei vezető Makláry László volt.

## További bemutatók

### Fővárosi Operettszínház(1980)
- Roxie Hart: Galambos Erzsi
- Velma Kelly: Felföldi Anikó
- Billy Flynn: Harsányi Frigyes
- Amos Hart: Hadics László / Mucsi Sándor
- Morton mama: Halász Aranka / Kishonti Ildikó
- Mary Sunshine: Medgyesi Mária
- Konferanszié: Varga Tibor
- Liz: Csongrádi Kata
- Annie: Udvarias Katalin
- June: Megyeri Mária
- Agnese: Arányi Adrienn
- Mona: Kapeller Anasztázia
- Fred Casely: Henkel Gyula
- Kitty: Tímár Kati
- Fogarty őrmester: Börzsönyi Mihály
- Aaron ügyvéd: Ladányi Árpád
- Írnok: Tauz Lajos
- Harrison ügyvéd: Csanaki József
- Riporter: Magasházy István

### Kaposvár (1981)
- Billy Flynn: Eperjes Károly
- Velma Kelly: Básti Juli
- Roxie Hart: Csákányi Eszter
- Albert Hart: Koltai Róbert
- Morton mama: Lázár Kati
- Mary Sunshine: Nagy Anikó
- Liz: Szimány Andrea
- Annie: Tarján György
- June: Tornyai Magda
- Hunyák Katalin: Pogány Judit
- Mona: Czakó Klára
- Kikiáltó: Lukáts Andor

### Pécsi Nemzeti Színház (1981)
- Konferanszié: Bárány Frigyes
- Roxie Hart: Füsti Molnár Éva
- Velma Kelly: Vári Éva
- Billy Flynn: Mester István / Harmath Albert
- Amos Hart: Vajek Róbert
- Mama Morton: Péter Gizi
- Mary Sunshine: Harmath Albert / Wágner József
- Liz: Krasznói Klára
- Annie: Hőgye Zsuzsa
- June: Tamás Gyöngyi
- Hunyak: Uhrik Dóra
- Mona: Unger Pálma
- Fred Casely: Solymos Pál
- Fogarty őrmester: Koronczay László
- Pokolravaló Kitty: Zarnóczai Gizella
- Harry: Solymos Pál
- Aaron: Melis Gábor
- Harrison: N. Szabó Sándor
- Bíró: Körmendy László
- Szabó: Bauer József
- Fegyőrnő: Domján Mária
- Orvos: Kuli Ferenc
- Írnok: Majoros István

### Fővárosi Operettszínház (1986)
- Roxie Hart: Kovács Zsuzsa
- Velma Kelly: Felföldi Anikó
- Billy Flynn: Harsányi Frigyes / Farkas Bálint
- Amos Hart: Hadics László / Mucsi Sándor
- Morton mama: Halász Aranka / Udvarias Katalin
- Mary Sunshine: Harmath Albert
- Konferanszié: Varga Tibor
- Liz: Csongrádi Kata / József Judit
- Annie: Kökény Erzsi
- June: Megyeri Mária
- Agnese: Arányi Adrienn
- Mona: Kapeller Anasztázia
- Fred Casey: Henkel Gyula
- Kitty: Tímár Kati
- Fogarty őrmester: Váradi Balogh László
- Aaron ügyvéd: Kulcsár Lajos
- ĺrnok: Tauz Lajos
- Harrison ügyész: Csanaki József
- Riporter: Magasházy István

### Ódry Színpad 1989
A Színház-, és Filmművészeti Főiskola végzős operett-musical szakos hallgatóinak előadása.
Bemutató: 1989. április 21.
Rendező: Sík Ferenc
Az akkori osztályban végzett színészek:
Bozsó József, Csutka István, Faragó András, Farkas Katalin, Fogarassy András, Kalocsai Zsuzsa, Kéner Gabrialla, Lengyel Katalin, Malek Andrea, Prókai Annamária, Simonyi Krisztina, Szeles József, Zsiga László.
Osztályvezető tanárok: Kazán István, Versényi Ida.

### Szigligeti Színház(1989)
A szolnoki Szigligeti Színház először Verebes István rendezésében mutatta be a musicalt 1989-ben.
- Konferanszié – Czibulás Péter
- Velma Kelly – Spolarics Andrea, Sztárek Andrea
- Roxie Hart – Egri Márta
- Mary Sunshine – Sebestyén Éva
- Ujlaky László

### Soproni Petőfi Színház
A Soproni Petőfi Színházban 1999. szeptember 24-én mutatták be a darabot. Fordította: Prekop Gabriella. A rendező Mikó István, a koreográfus Michael Kropf volt. A díszleteket Peter Umbach, a jelmezeket Halasi M. Zsuzsa tervezte.
- Színészek:
- Roxie Hart – Keresztes Ildikó
- Velma Kelly – Borbás Gabi
- Billy Flynn – Szakács Tibor
- Amos Hart – Győri Péter
- Mama Morton – Rátonyi Hajni
- Konferanszié – Zalai Tamás
- Mary Sunshine – Szatmári György
- Liz – Törtei Tünde
- Annie – Urbán Andrea
- Florica – Szabó Anikó
- Mona – Fekete Marianna
- Fred Casely – Posta Lajos
- Fogarty Őrmester – Urmai Gábor
- Aaron – Varga Szabolcs
- Harry – Cmarits Gábor
- Pokolravaló Kitty – Szakály Edina
- Riporternő – Kutasi Heléna

### Madách Színház
A Madách Színházban 2001. április 28-án mutatták be a darabot. Szirtes Tamás rendezte, és Prekop Gabriella fordította. Koreográfus: Papp Tímea.
- Színészek:
- Roxie Hart – Balla Eszter, Gallusz Nikolett, Malek Andrea[1]
- Velma Kelly – Ladinek Judit, Váradi Viktória
- Billy Flynn – Debreczeny Csaba, Gergely Róbert
- Amos Hart – Szerednyey Béla, Magyar Attila, Arany Tamás
- Morton Mama – Détár Enikő, Kökényessy Ági
- Mary Sunshine – Lippai László, Pankotay Péter
- Liz, és Pokolravaló Kitty – Gallusz Nikolett, Váradi Viktória, Meskó Tímea
- Annie – Meskó Tímea, Győri Helga
- Cseng-Li – Kuthy Patrícia, Siménfalvy Ágota
- June – Nyári Szilvia, Veress Zsuzsanna
- Mona – Katona Vanda
- Konferanszié – Weil Róbert, Barabás Kiss Zoltán
- Fred Casely – Arany Tamás, Barát Attila György, Sándor Dávid
- Fogarty, őrmester – Barát Attila György, Bognár Zsolt
- Aaron, ügyvéd – Barát Attila György, Bognár Zsolt

### Szigligeti Színház(2006)
A szolnoki színház 2006. április 21-én mutatta be legutóbb a darabot Prekop Gabriella és Eörsi István fordításában. A rendező Bagó Bertalan, koreográfus Duda Éva, a díszlettervező Vereczkei Rita, a jelmeztervező Kovács Yvette Alida volt.
- Billy Flinn – Harsányi Attila
- Velma Kelly – Nádasi Veronika
- Roxie Hart – Peller Anna
- Amos Hart – Zelei Gábor
- Mary Sunshine – Schramek Andrea
- Morton mama – Sztárek Andrea[2]
- Liz – Huszárik Kata
- Annie – Melkvi Bea
- June – Gombos Judit
- Hunyák – Kerekes Vica
- Mona, Kitty – Sárvári Diána
- Konferanszié – Quintus Konrád
- Fogarty felügyelő, Riporter, Fegyőr, Írnok – Barabás Botond
- Fred – Czapkó Antal
- Aaron, Riporter, Bíró – Kaszás Mihály
- Harrison, Riporter, Orvos – Petridisz Hrisztosz
- Szabó, Riporter – Tóth Krisztina

További riporterek és hölgyek a börtönben.

### Győri Nemzeti Színház(2007)
Az előadást Korcsmáros György rendezte, Bakó Gábor koreografálta. A díszletet és a jelmezt Kentaur tervezte.
- Velma Kelly: Szűcs Kinga / Balogh Anna
- Roxie Hart: Mahó Andrea / Ullmann Mónika / Bartha Alexandra
- Billy Flynn: Forgács Péter / Nagy Balázs
- Morton mama: Malek Andrea / Balog Tímea
- Amos Heart: Mohácsi Attila / Crespo Rodrigo
- Mary Sunshine: Kárpáti Norbert
- Konferanszié, zenekarvezető, porondmester: Vincze Gábor Péter
- Lis: Nyilas Edina
- Annie: Bátyai Éva
- June: Köllő Babett
- Mona: Kecskés Tímea
- Gajda: Mádi Piroska / Nyári Darinka
- Dögölj meg Kitti: Szaksz Gabriella
- Fred Casely: Klinga Péter
- Fogarty őrmester, Alvin Lipschitz: Timkó János
- Harry Wilbur: Vándor Attila
- Aaron, Ezekiel Yours: Fehér Ákos
- Bíró, Charlie: Pörneczi Attila
- Törvényszolga: Pingiczer Csaba
- Martin Harrison, Bernie: Venczel-Kovács Zoltán

### HOPPart Társulat(2010)
A 2010-es években először a HOPPart Társulat mutatta be a darabot az Átriumban, 2010. június 20.-án. Az előadást Zsótér Sándor rendezte, a szöveget Hamvai Kornél és Varró Dániel fordította, a koreográfus Horváth Csaba volt. Az előadást beválogatták a XI. Pécsi Országos Színházi Találkozó versenyprogramjába.
- Bánfalvi Eszter
- Friedenthál Zoltán
- Herczeg Tamás
- Kiss Diána Magdolna
- Mátyássy Bence
- Polgár Csaba
- Radnay Csilla
- Roszik Hella
- Vári-Kovács Péter

### Szombathely (2011)
A szombathelyi Weöres Sándor Színház 2011. november 18.-án mutatta be a musicalt. Az előadást Keszég László rendezte, a koreográfus Bodor Johanna volt.
- Velma Kelly: Fekete Linda
- Roxie Hart: Nagy Cili
- Fred Casely: Poppre Ádám
- Fogarty őrmester: Vass Szilárd
- Amos Hart: Szabó Tibor
- Liz: Unger Tünde
- Annie: Varga Dóra
- June: Ostyola Zsuzsa
- Billy Flynn: Szerémi Zoltán
- Mary Sunshine: Lévai Tímea
- Konferanszié: Kálmánchelyi Zoltán

### Átrium (2018)
Az Átrium 2018. június 23-án mutatta be a darabot, Ugrai István fordításában. A darabot Alföldi Róbert rendezte, a koreográfia Vári Bertalan nevéhez fűződik.
- Billy Flinn – Fekete Ernő / Brasch Bence
- Velma Kelly – Parti Nóra
- Roxie Hart – Huzella Júlia / Sodró Eliza
- Amos Hart – Mihályfi Balázs
- Mary Sunshine – Bercsényi Péter
- Morton mama – Hernádi Judit / Csarnóy Zsuzsanna
- Liz – Hollai Anna
- Annie – Vásári Mónika / Tornyi Ildikó
- June – Nagy Anikó
- Hunyák – Fodor Annamária
- Konferanszié – Hámori Ildikó
- Fred – Figeczky Bence / Fehér Balázs Benő
- Mona – Tornyi Ildikó / Katona Vanda

### Székesfehérvár (2018)
A székesfehérvári Vörösmarty Színház 2018. szeptember 22.-én mutatta be a musicalt Horváth Csaba rendezésében, Rovó Tamás koreográfiájával, Hamvai Kornél és Varró Dániel fordításával. Az előadás elnyerte a Legjobb zenés/szórakoztató előadásnak járó Színikritikusok Díját 2019-ben.
- Billy Flinn – Sághy Tamás
- Velma Kelly – Varga Gabriella
- Roxie Hart – Kiss Diána Magdolna
- Amos Hart – Krisztik Csaba
- Mary Sunshine – Vásáry André
- Morton mama – Váradi Eszter Sára
- Liz – Varga Lili
- Annie – Pálya Pompónia
- June – Ténai Petra
- Hunyák – Fodor Annamária
- Mona – Varga Lili

### Kaposvár (2018)
A kaposvári Csiky Gergely Színház másodszorra 2018. december 21.-én mutatta be a musicalt, Baráthy György fordításában. A rendező és a koreográfus Bozsik Yvette volt.
- Billy Flinn – Hüse Csaba
- Velma Kelly – Zsíros Linda
- Roxie Hart – Mikecz Estilla
- Amos Hart – Sarkadi Kiss János
- Mary Sunshine – Nyári Szilvia
- Morton mama – Kéri Kitty
- Liz – Stohl Luca
- Annie – Szabó Nikolett
- June – Samantha Kettle
- Konferanszié – Vati Tamás
- Fred – Mohácsi Norbert
- Mona – Török Saca

### Kecskemét (2019)
2019-ben a kecskeméti Katona József Nemzeti Színház tűzte műsorra a darabot. Az előadást Béres Attila rendezte, a szöveget Hamvai Kornél és Varró Dániel fordította, a koreográfus Barta Dóra volt.
- Billy Flinn – Adorjáni Bálint
- Velma Kelly – Zsíros Linda / Szabó Dorottya
- Roxie Hart – Földes Eszter / Szabó Dorottya
- Amos Hart – Ferencz Bálint
- Mary Sunshine – Károly Kati
- Morton mama – Csapó Virág / Magyar Éva
- Liz – Szabó Dorottya / Dura Veronika
- Annie – Réti Nóra
- June – Fischer Lilian
- Konferanszié – Nagy Péter János / D. Varga Ádám
- Fred – Farkas Ádám
- Mona – Dura Veronika / Támadi Anita

### Szegedi Szabadtéri Játékok(2022)
2022-ben a Szegedi Szabadtéri Játékok tűzte műsorra a darabot. Az előadást Béres Attila rendezte, a koreográfus Barta Dóra volt. A jelmezeket Papp Janó, a díszletet Kálmán Eszter tervezte.
- Billy Flinn – Nagy Ervin
- Velma Kelly – Ónodi Eszter
- Roxie Hart – Czakó Julianna
- Amos Hart – Mészáros Máté
- Mary Sunshine – Kónya Krisztina
- Morton mama – Janza Kata
- Liz – Edvi Henrietta
- Annie – Csorba Kata
- June – Decsi Edit
- Gajda – Rudolf Szonja
- Konferanszié – Lakatos Márk
- Fred – Rózsa Krisztián
- Mona – Sziládi Hajna
- Fogarty őrmester – Szívós László
- Bíró/Harry – Krausz Gergő
- Martin Harrison – Kárász Zénó
- Dögölj meg Kitty – Varga Kitti
- Törvényszolga – Rétfalvi Tamás
- Aaron – Jakab Tamás
- Orvos – Raj Martin

### Pécsi Nemzeti Színház(2022)
Az előadást Vidákovics Szláven rendezte, a koreográfus Vincze Balázs volt. A díszlettervező Bátonyi György, a jelmeztervező Fekete Katalin volt.
- Billy Flinn – Laklóth Aladár
- Velma Kelly – Stubendek Katalin
- Roxie Hart – Foki Veronika
- Amos Hart – Götz Attila
- Mary Sunshine – Vermes Tímea
- Morton mama – Szulák Andrea
- Porondmester – Józsa Richárd
- Richard Davidson, a néma bűvész – Kalányos Richárd
- Liz – Rónaki Nina
- Annie – Frank Edina
- June – Horváth Réka
- Riporter – Harka Máté / Wenhardt Levente
- Fred – Takaró Kristóf
- Mona – Pintér Rebeka
- Fogarty őrmester – Tóth András Ernő
- Bíró – Németh János
- Martin Harrison – Bergovecz Dávid
- Harry – Biri Gábor
- Dögölj meg Kitty – Sárközi Edina
- Törvényszolga – Dékány Dominik
- Aaron – Kállai Gergely
- Szabó – Rubind Péter
- Orvos – Schum László

### Soproni Petőfi Színház(2023)
Az előadás Eperjes Károly rendezte, a koreográfus Kovács Gergely Csanád volt. A díszlettervező Horesnyi Balázs, a jelmeztervező Rátkai Erzsébet volt.
- Billy Flinn – Haumann Máté
- Velma Kelly – Trokán Anna / Kisfaludy Zsófia
- Roxie Hart – Kelemen Hanna / Dienes Blanka
- Amos Hart – Marosszéki Tamás / Pintér Gábor
- Mary Sunshine – Kósa Zsolt
- Morton mama – Papadimitriu Athina / Szőcs Erika / Kéri Kitti
- Kihallgató rendőr – Nagy Gábor
- Rendőr – Major Zsolt
- Liz – Csillag-Szabó Kata
- Annie – Szénási-Szabó Diána
- June – Szupper Fanni
- Konferanszié – Savanyu Gergely
- Fred – Pintér Gábor / Marosszéki Tamás
- Katyareina Hulanova – Rudolf Teréz
- Mona – Simon Andrea